# Fairchild C-82 Packet
C-82 Packet là một loại máy bay chở hàng của Hoa Kỳ. Do Fairchild Aircraft thiết kế chế tạo.

## Biến thể
XC-82
C-82A Packet
EC-82A
XC-82B
C-82N
Steward-Davis Jet-Packet 1600
Steward-Davis Jet-Packet 3200
Jet-Packet 3400
Steward-Davis Jet-Packet II
Steward-Davis Skytruck I
Steward-Davis Skypallet

## Quốc gia sử dụng
Brasil
- Không quân Brazil
- Serviços Aéreos Cruzeiro do Sul

 Chile
- Linea Aerea Taxpa Ltda

 Honduras
- Không quân Honduras

 México
- Compania Mexicana de Aviacion (CMA)

 Hoa Kỳ
- Interior Airways
- Trans World Airlines
- Không quân Lục quân Hoa Kỳ

## Tính năng kỹ chiến thuật (C-82A)

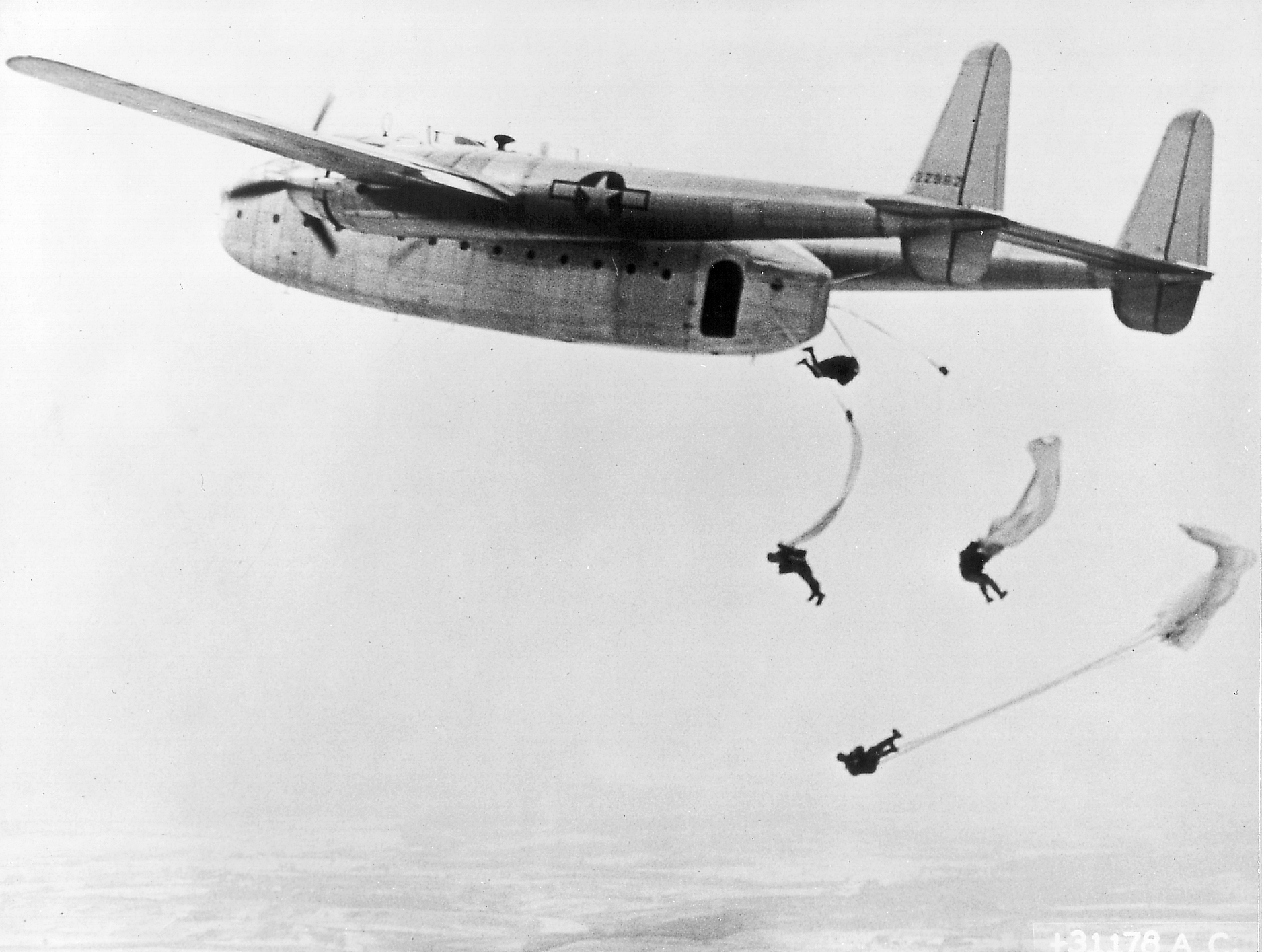
Fairchild C-82 Packet thả lính dù trong một bài tập

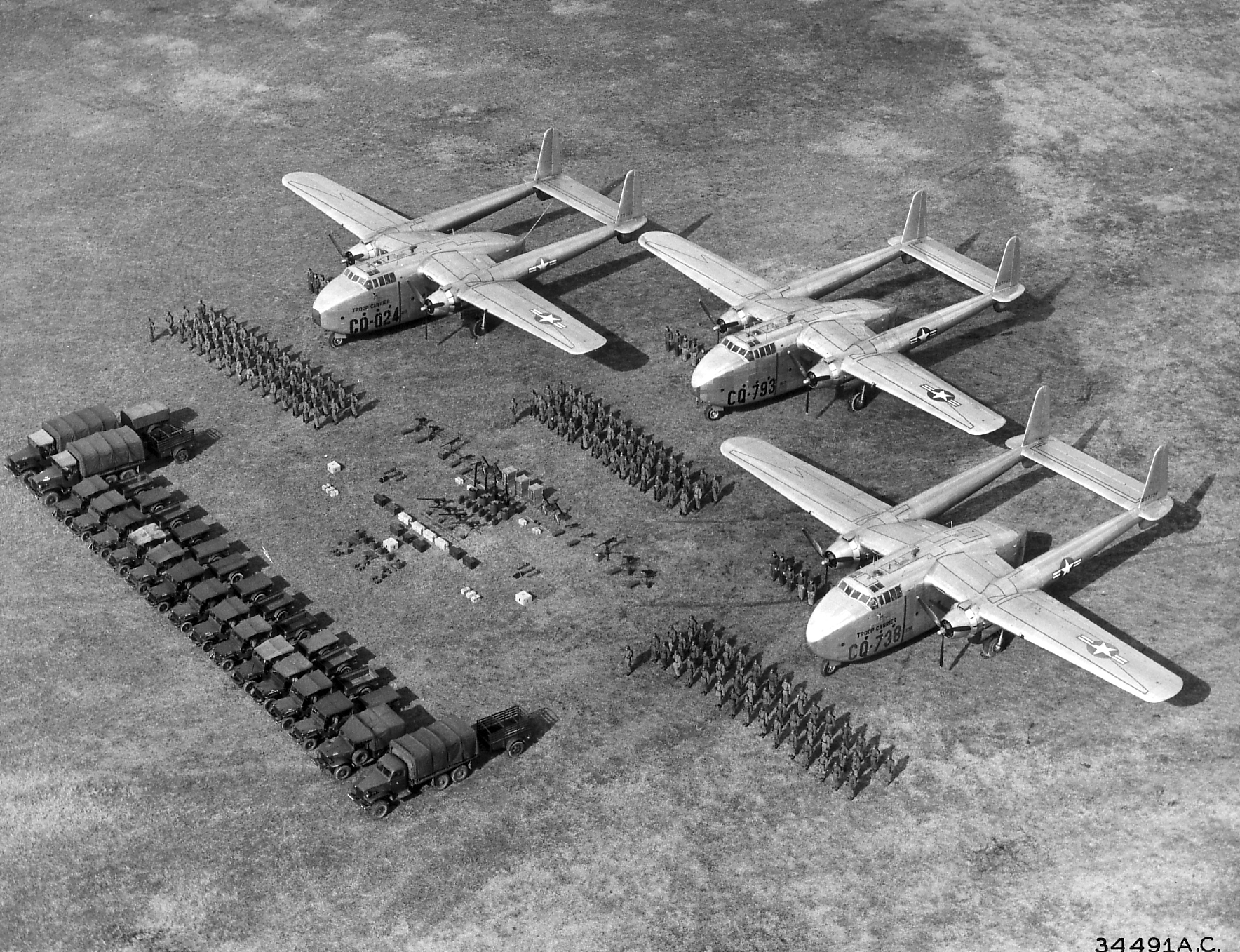
3 chiếc C-82 chở lính và hàng hóa năm 1948

Dữ liệu lấy từ US Military Aircraft since 1909 
Đặc điểm tổng quát
- Kíp lái: 3
- Sức chứa: 42 lính hoặc 34 cáng tải thương[2]
- Chiều dài: 77 ft 1 in (23,50 m)
- Sải cánh: 106 ft 5½ in (32,46 m)
- Chiều cao: 26 ft 4 in (8,03 m)
- Diện tích cánh: 1.400 ft² (130,1 m²)
- Trọng lượng rỗng: 32.500 lb (14.773 kg)
- Trọng lượng cất cánh tối đa: 54.000 lb (24.545 kg)
- Động cơ: 2 × Pratt & Whitney R-2800-85, 2.100 hp (1.567 kW)  mỗi chiếc

 Hiệu suất bay 
- Vận tốc cực đại: 248 mph (216 knot, 399 km/h) trên độ cao 17.500 ft (5.300 m)
- Vận tốc hành trình: 218 mph (190 knot, 351 km/h) trên độ cao 10.000 ft (3.050 m)
- Tầm bay: 3.875 mi (3.370 hải lý, 6.239 km)
- Trần bay: 21.200 ft (6.460 m)
- Vận tốc lên cao: 950 ft/phút (4,8 m/s)
- Tải trên cánh: 30 lb/ft² (146 kg/m²)
- Công suất/trọng lượng: 0,10 hp/lb (0,16 kW/kg)